# 長野県道201号川上唐木沢線

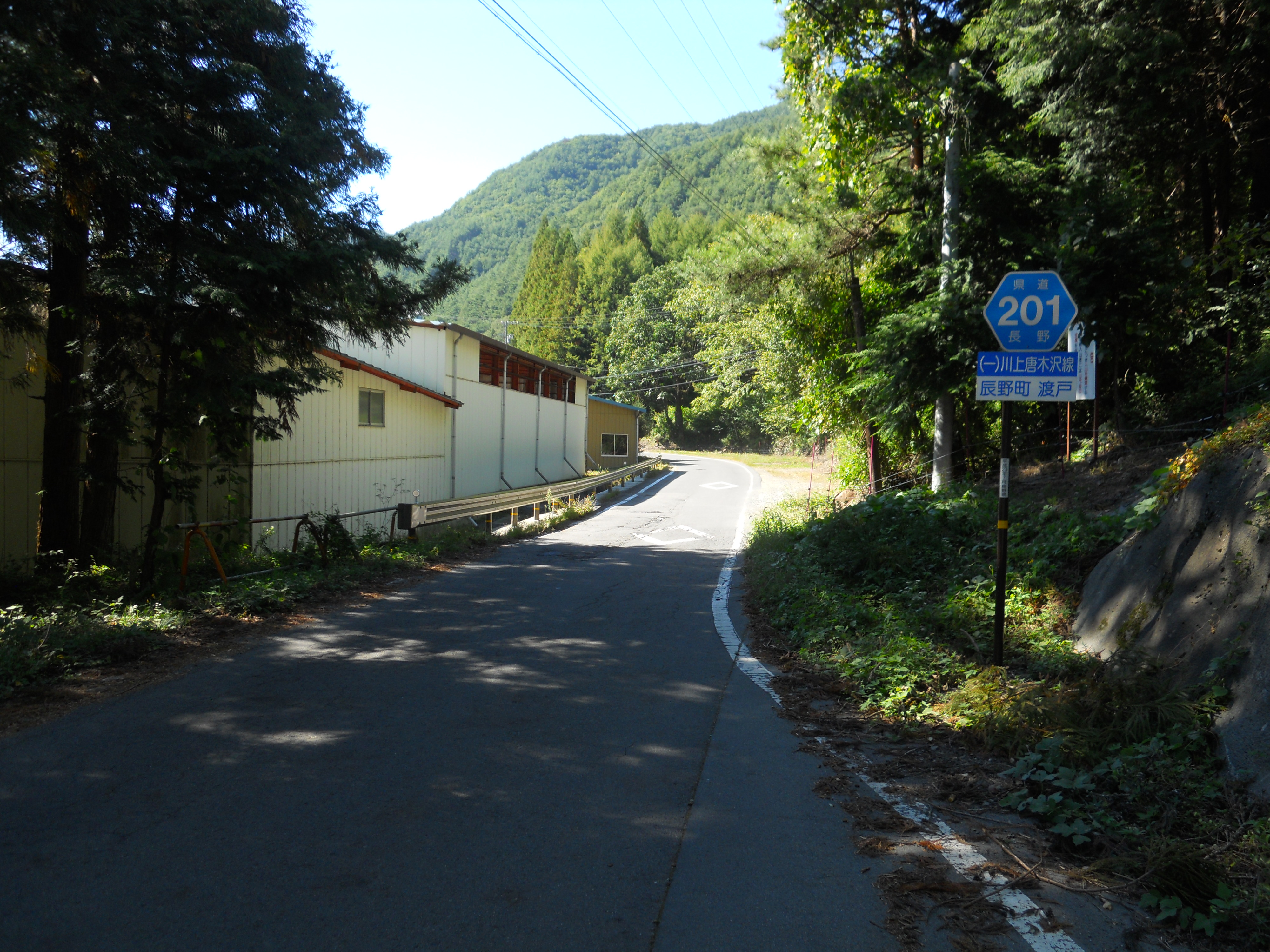
辰野町渡戸

長野県道201号川上唐木沢線（ながのけんどう201ごう かわかみからきさわせん）は、長野県上伊那郡辰野町を走る一般県道。

## 概要

### 路線データ
- 起点：上伊那郡辰野町大字横川字川上
- 終点：上伊那郡辰野町大字辰野字唐木沢（国道153号旧道交点）

## 交差する道路
- 国道153号（信濃川島駅入口交差点）